# Кішки колорпоінти
Колорпоінт, або сіамське забарвлення (англ. colorpoint) — це вид забарвлення у кішок, в якому переважає білий колір, а лапи, хвіст, голова та вуха мають більш темне забарвлення. 
Очі у таких кішок завжди блакитні. Колорпоінт є частковою формою альбінізму, що відбувається в результаті мутації в тирозиназі. Переважний колір майже завжди є білим, рідше кремовим, а другим кольором можуть бути чорний, рудий, каштановий. Також можливе накладання черепахового або таббі забарвлення на колорпоінт.
Існує декілька порід, в яких колорпоінт є єдиним забарвленням: сіамська, балінез, гімалайська, бірманська, регдол та інші.

## Приклади колорпоінтів

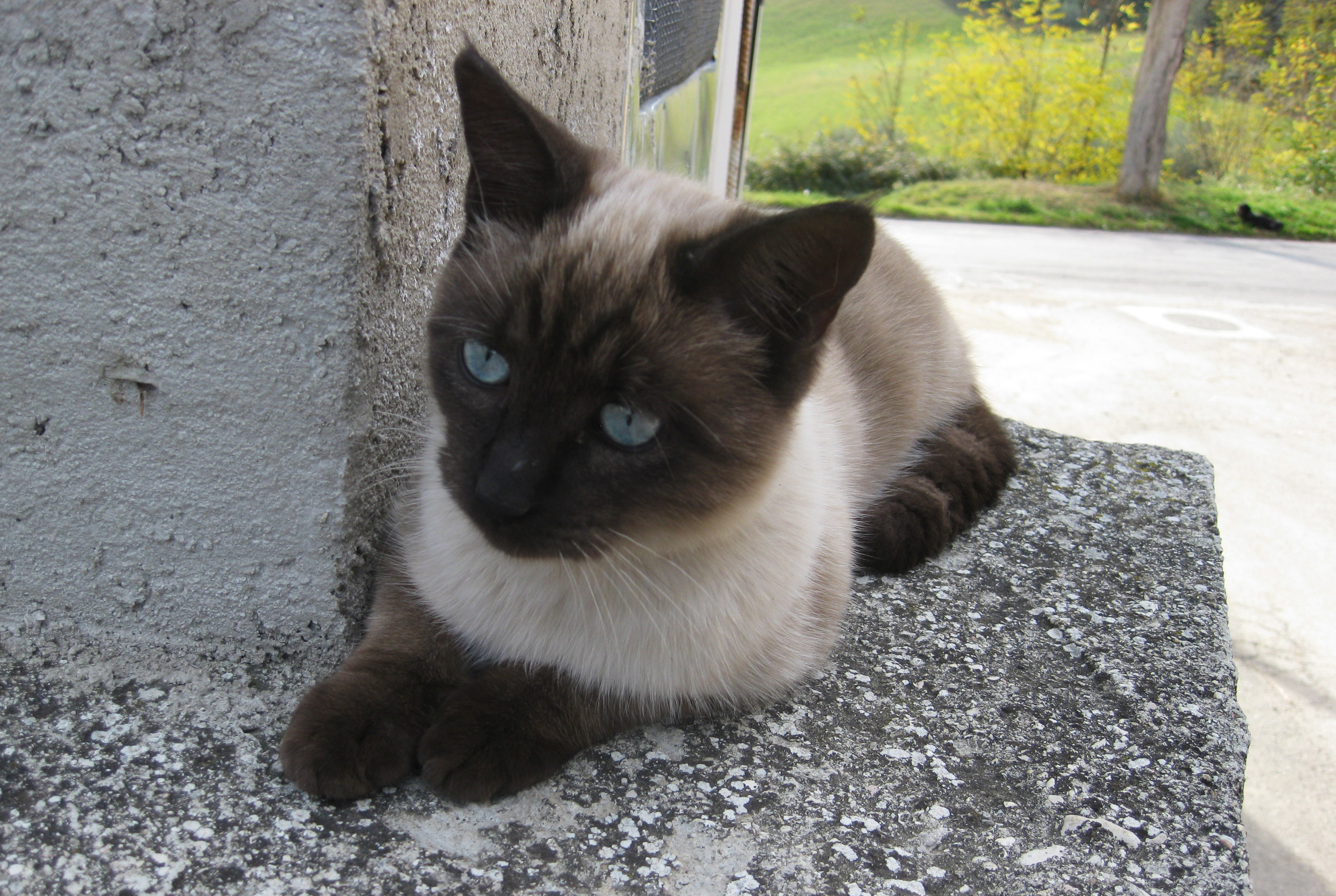
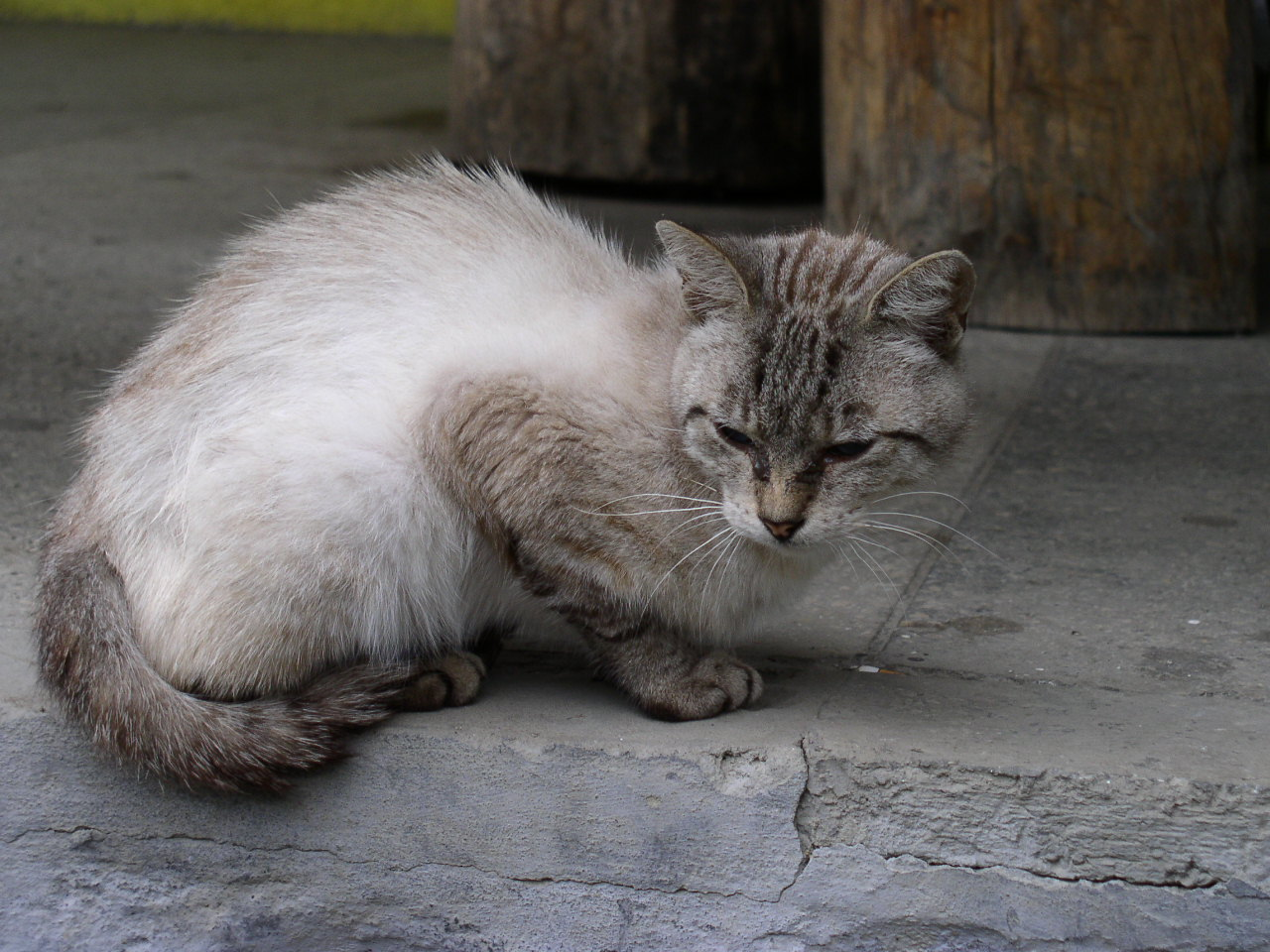
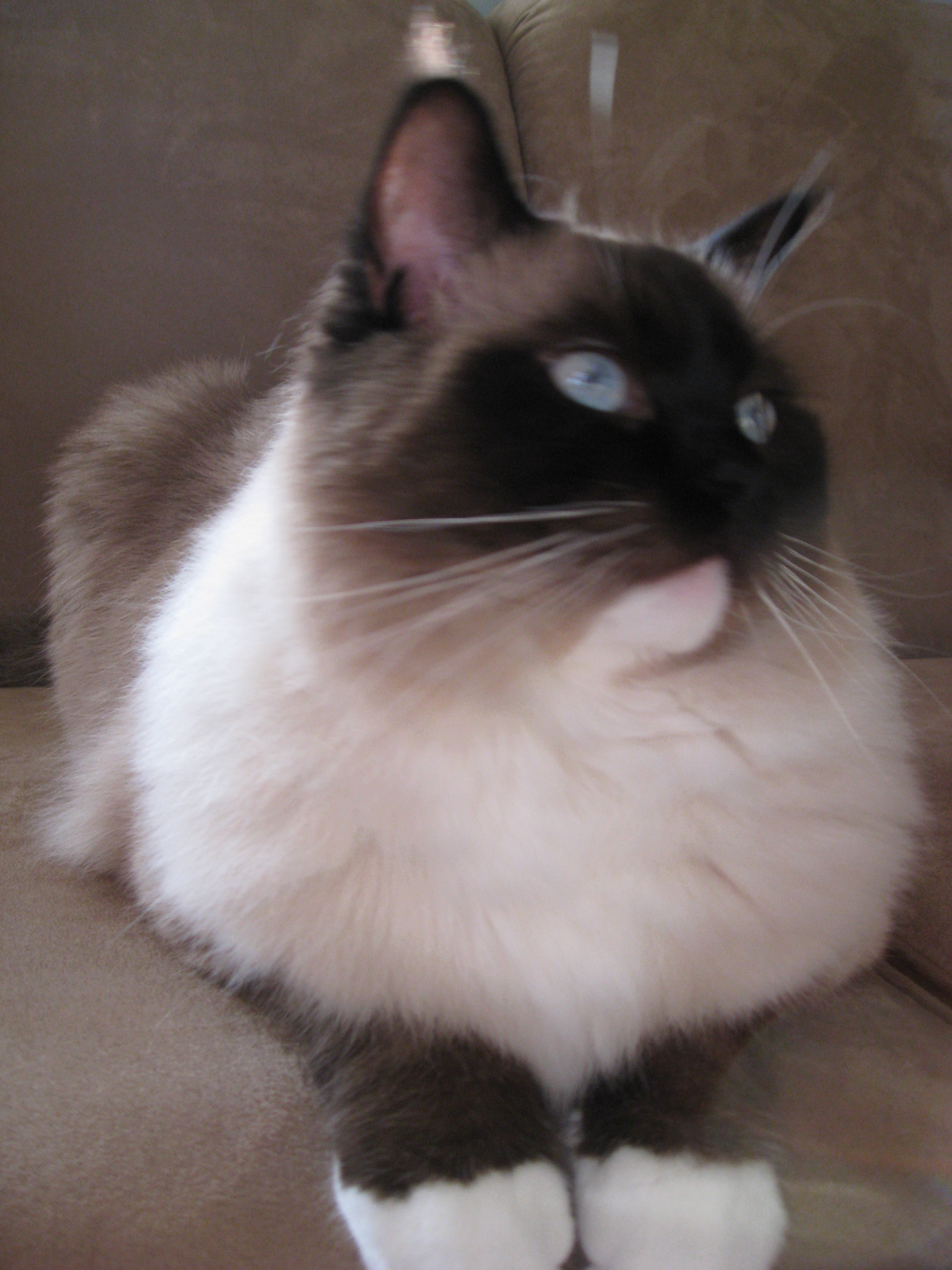
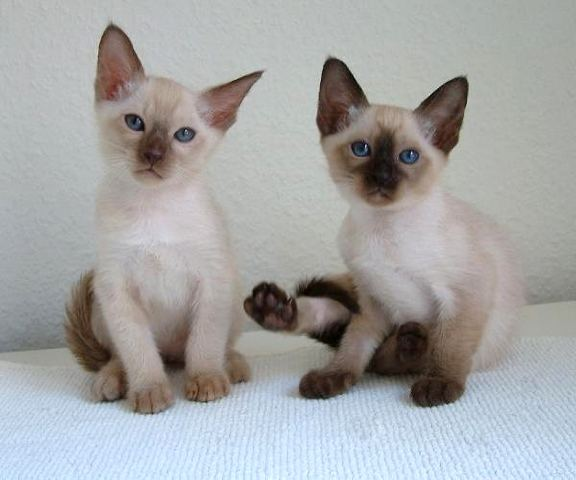
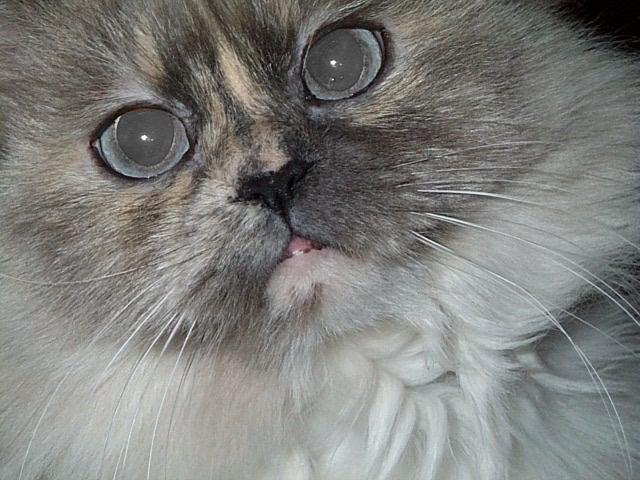
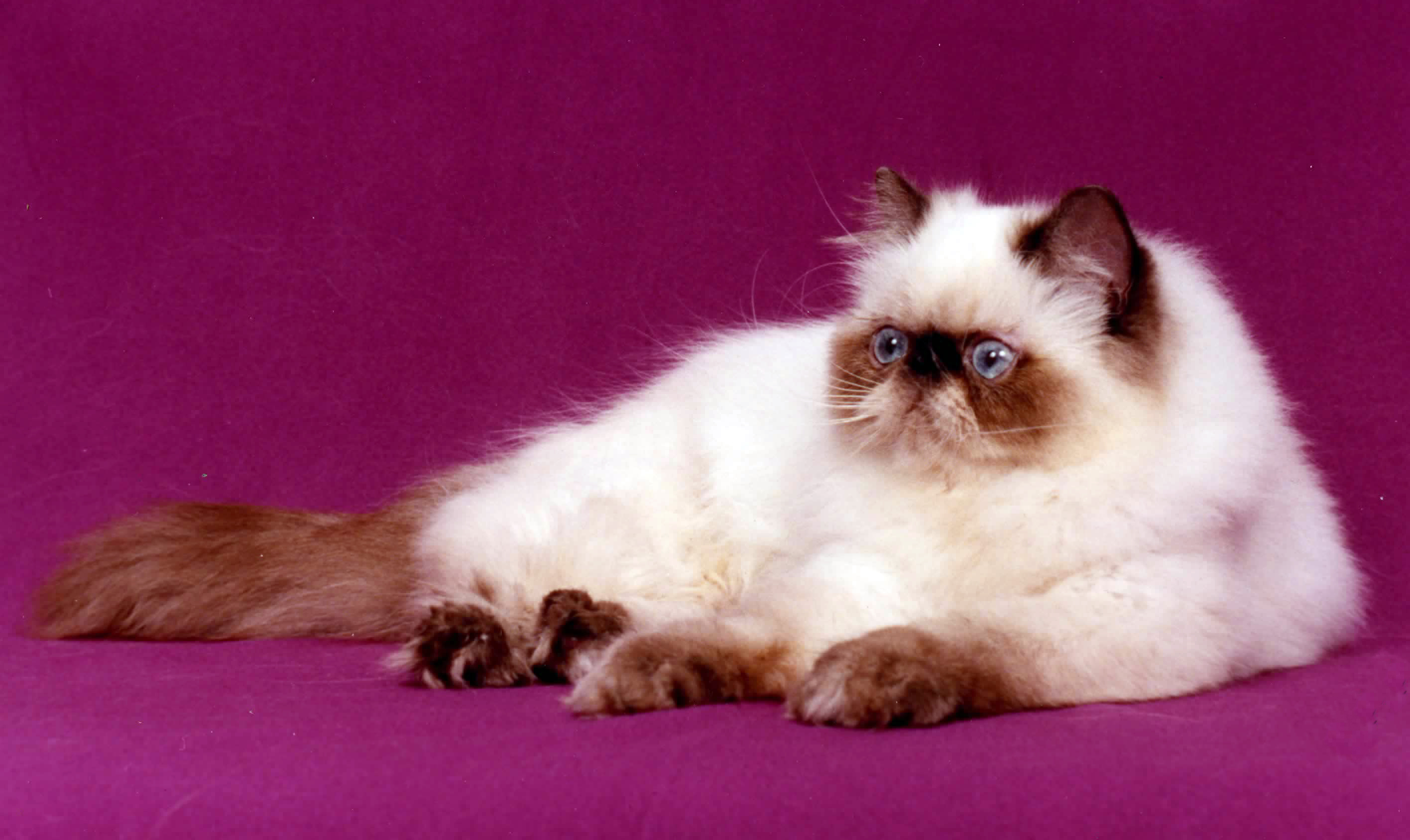
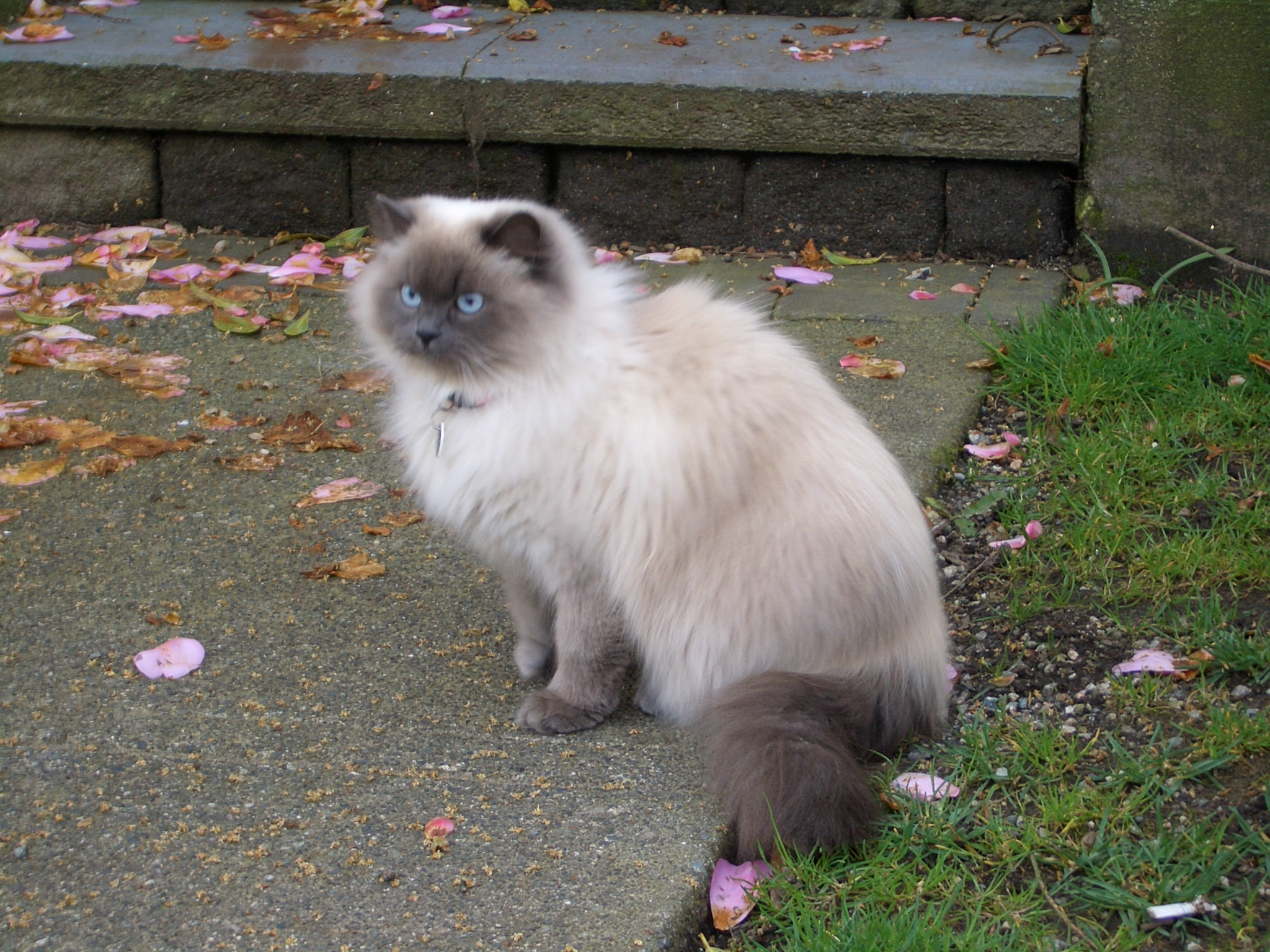
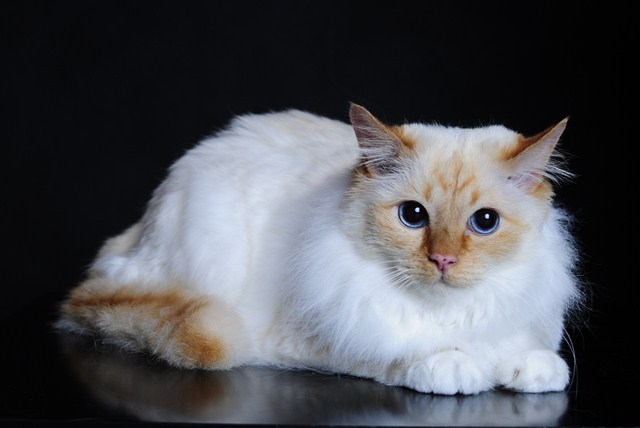
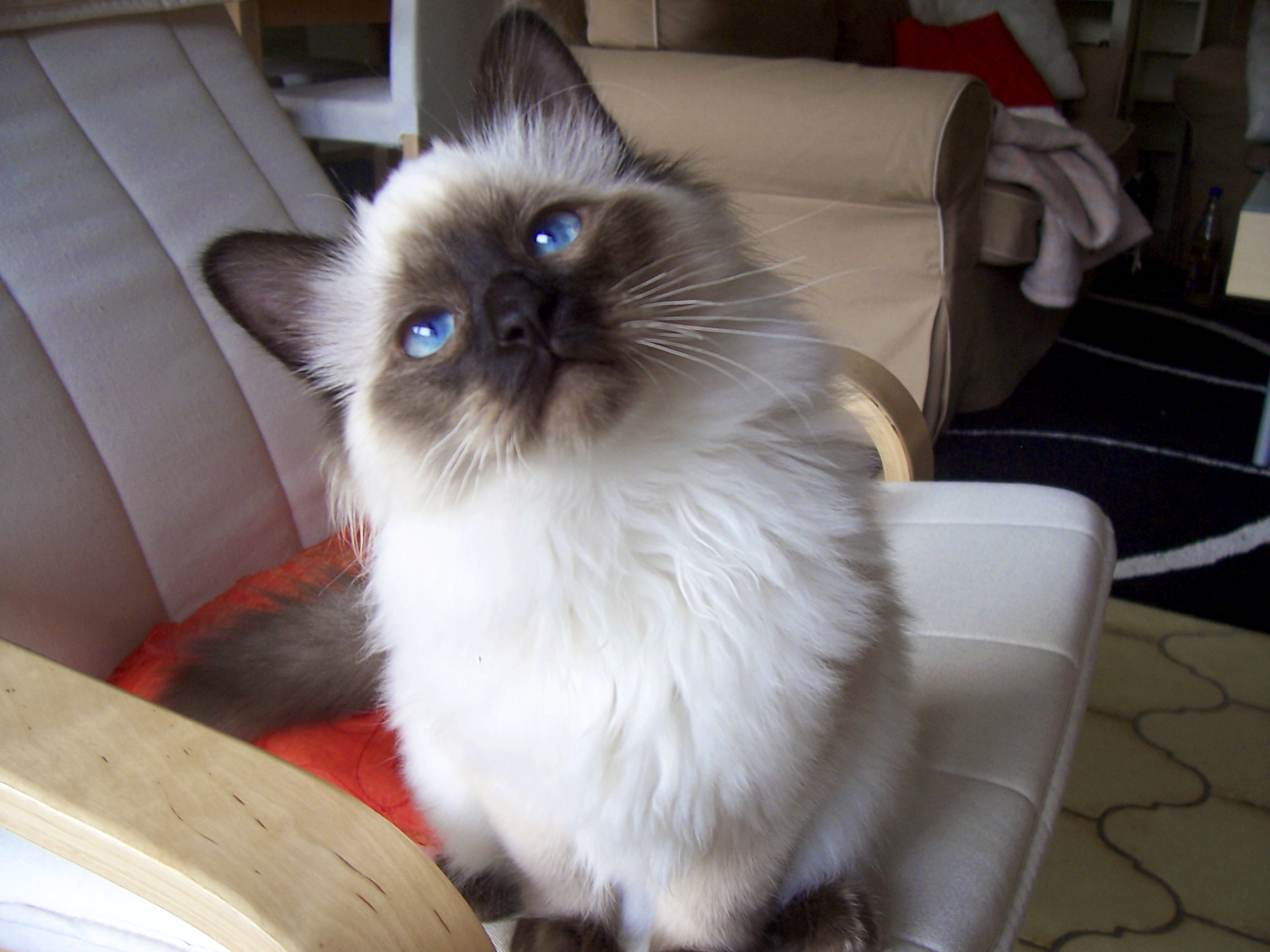
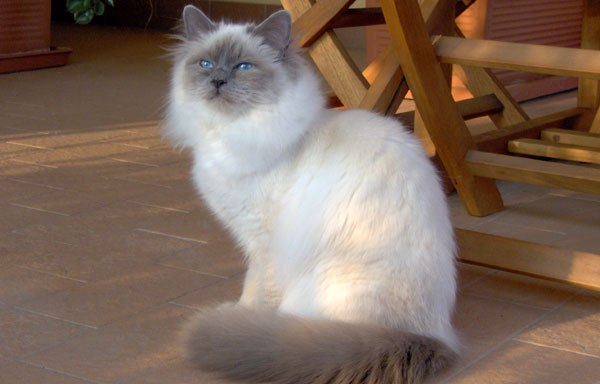

## Породи з колорпоінтом
- Гімалайська кішка
- Балінез
- Бірманська кішка
- Яванез
- Регдол
- Пітерболд
- Сіамська кішка
- Сноу-шу
- Тонкінська
- Той-бобтейл
- Тайський бобтейл
- Тайська